# Vatohandrina
Vatohandrina est une commune rurale malgache située dans la région de Vatovavy.